# Цвятко Радойнов
Цвятко Колєв Радойнов (болг. Цвятко Колев Радойнов, в СРСР — Андрій Костянтинович Родіонов або Радіонов) — радянський розвідник, один з керівників Руху Опору в Болгарії під час Другої світової війни, полковник Робітничо-селянської Червоної армії та генерал-майор Болгарської народної армії (посмертно).

## Біографія
Цвятко Радойнов народився 10 лютого 1895 року в селі Крін Старозагорського округу Болгарського князівства. У 1914 році, після закінчення Казанлицького педагогічного училища, Цвятко був призваний до армії, де вів антивоєнну пропаганду і вже перебував у Болгарській робітничій соціал-демократичній партії (тісних соціалістів). Після вступу Болгарії на стороні Центральних держав брав участь у Першій світовій війні, в 1918 був поранений і демобілізований. Після війни Цвятко працював сільським учителем, але у 1921 році за комуністичну діяльність був звільнений. Після військового перевороту 9 червня 1923 Радойнов був заарештований. За деякими джерелами Радойнов брав участь у Вересневому повстанні в Бургасі, після розгрому якого був заочно засуджений до страти та був змушений тікати з країни, спочатку до Туреччини, а потім до СРСР.

### На службі СРСР
У період з 1924 до 1926 року Радойнов займався організацією болгарської сільськогосподарської комуни імені Димитра Благоєва у селі Степанівка Полтавського району Полтавської області, був її першим головою.
У 1926 році Цвятко вступив до Військової академії ім. М. В. Фрунзе, яку закінчив у 1929 році, був зарахований до лав Робітничо-селянської Червоної армії і став викладачем академії. Під час Громадянської війни в Іспанії полковник Радойнов обіймав посаду військового радника при республіканській армії. У складі інтербригади брав участь в обороні Мадрида та битві при Гвадалахарі.

### Болгарський Рух Опору
За рішенням Закордонного бюро ЦК БКП Цвятко був направлений до Болгарії для організації партизанського руху опору, перед цим він був зарахований до Спеціального загону військ НКВС. 5 серпня 1941 року радянський дизель-електричний торпедний підводний човен Щ-211 вийшов із Севастополя з 14 болгарськими комуністами на борту. Старшим групи був Цвятко Радойнов. Завдання «підводників» було очолити комуністичний опір у різних областях Болгарії. Підводний човен досяг болгарського узбережжя 8 серпня, але через ризик бути виявленим, група десантувалася на три дні пізніше — 11 серпня, в гирлі річки Камчія, північніше мису Карабурун.

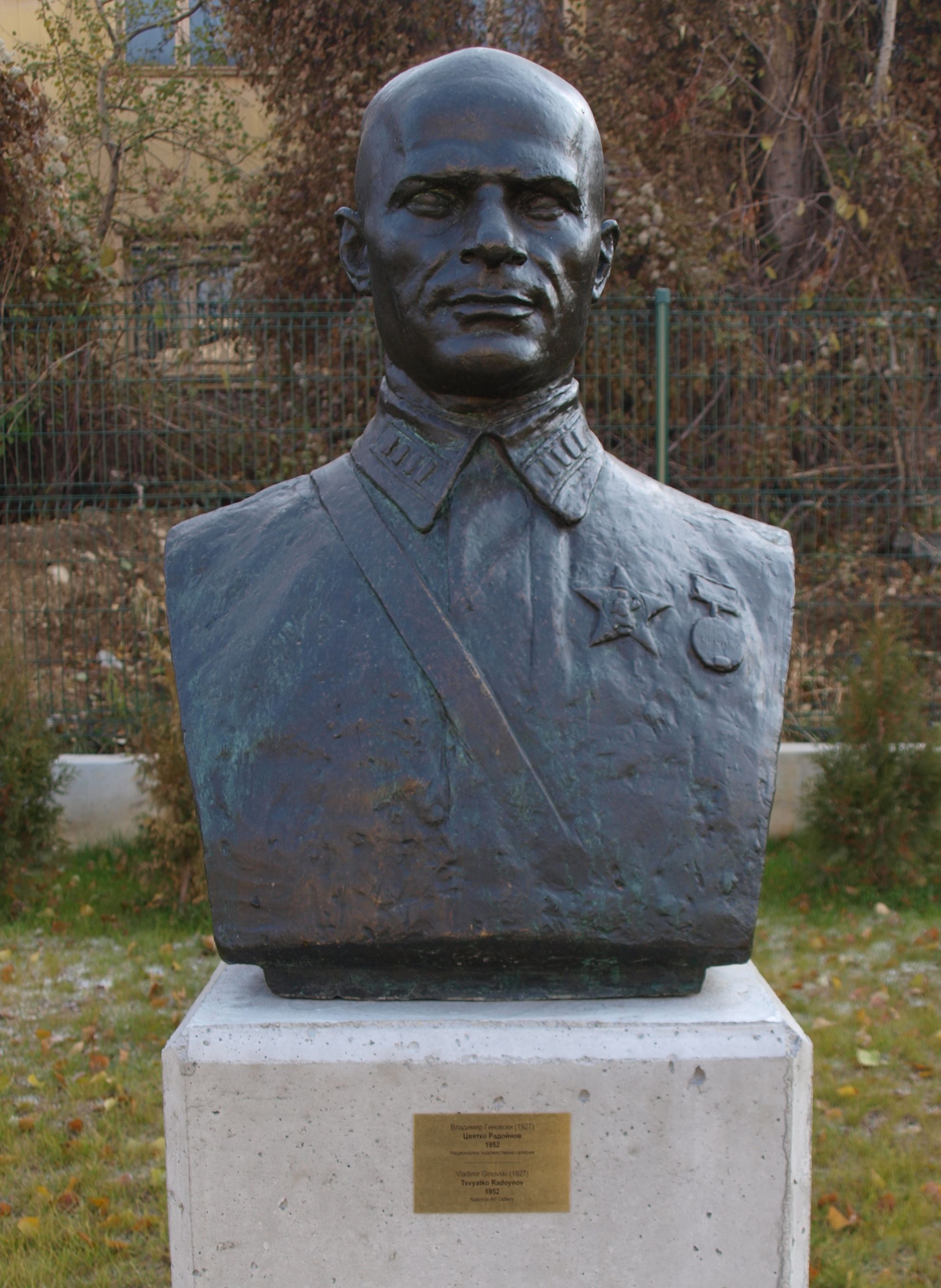
Погруддя Цвятко Радойнову в парку Музею соціалістичного мистецтва, Софія.

У тому ж році Радойнов був введений до складу ЦК БКП та очолив Центральну військову комісію при ЦК Болгарської робітничої партії (БРП, легальне крило БКП). У квітні 1942 року Цвятка Радойнова було заарештовано. Закритий процес над групою з 27 болгарських комуністів, закинутих у Болгарію за допомогою радянської розвідки, розпочався 9 червня 1942 року у Софійському військово-польовому суді. 25 червня Радойнову серед 18 підсудних з 27 було винесено смертний вирок, наступного дня на стрільбищі Школи офіцерів запасу в Софії засуджених було розстріляно.
У парку Музею соціалістичного мистецтва в Софії встановлено погруддя генерал-майора Цвятко Радойнова. У Казанлику ім'ям Радойнова було названо футбольний стадіон (пізніше перейменований на «Севтополіс»).